# Erich Salomon
Erich Salomon (Berlín, 28 de abril de 1886 - Auschwitz, 7 de julio de 1944) fue un fotógrafo alemán.
Realizó estudios de ingeniería y zoología en Berlín y después derecho en Múnich. Durante la Primera Guerra Mundial sirvió en el ejército alemán y estuvo prisionero en un campo de concentración francés. Después realizó diversos trabajos hasta entrar en 1926 en el departamento de publicidad de la editorial Ullstein donde se inició en la fotografía. 
Salomon relata sus inicios en la fotografía en la revista Vu en 1935:
"Un domingo, estando yo sentado en la terraza de un restaurante a orillas del Spree, estalló una furiosa tormenta. Minutos después llegó un vendedor de periódicos y contó que el ciclón había derribado árboles y que una mujer había muerto. Entonces cogí un taxi y avisé a un fotógrafo. Luego ofrecí estos documentos exclusivos a la casa Ullstein. Me dieron 100 francos a cambio. Entregué 90 francos al fotógrafo y pensé que mejor hubiera sido que yo mismo hiciera las fotografías. Al día siguiente me compré una cámara."
El 9 de febrero de 1928 el Berliner Ilustrierte publica la primera fotografía de Salomon, que muestra la imagen de un acusado en un juicio, obtenida a pesar de la prohibición de realizar fotos en los tribunales en Alemania, y de las dificultades técnicas para trabajar en interiores sin iluminación extra, para lo que Salomon empleó su cámara oculta en un maletín. A partir de ese momento estuvo trabajando como reportero gráfico hasta 1933. Su trabajo se desarrolló en solo 5 años, en diversas publicaciones como Berliner Illustrierte, Müchner illustrierte presse, Fortune, Life o Daily Telegraph. Los principales temas que abordaba eran reuniones oficiales de las autoridades y también del mundo cultural y artístico.

## Aportes al lenguaje del fotoperiodismo
Salomon realizó un importante cambio en la concepción del reportaje gráfico al emplear una cámara de pequeño formato: comenzó con una de la marca Ermanox, que tenía un objetivo muy luminoso de f/2 y el uso de placas fotográficas ultra rápidas que le permitió «fotografiar todo cuanto se pone al alcance de los ojos». Era un modo de romper con la forma tradicional de hacer retratos de personas y grupos en los que se reflejaba una actitud estática, posada y fuertemente controlada por el retratado. Además Salomon defendió la iluminación natural para no interferir en las escenas, conservando el ambiente de las mismas frente al uso del flash empleado por la mayoría de los fotógrafos: estos resultados los lograba empleando unas velocidades de obturación de un cuarto o quinto de segundo y unas aberturas de f/1.8 o f/2.
Con el fin de pasar desapercibido, Salomon llega incluso a hacerse construir un obturador más silencioso para su cámara. A partir de 1930 comenzó a utilizar la cámara Leica que había tenido un mejor desarrollo técnico y era más pequeña que la Ermanox. Por otro lado, proponía un trabajo en el que el periodista gráfico pasase desapercibido. Su estilo fotográfico ha sido caracterizado como "fotografía cándida" o "live" (a lo vivo), en referencia a la espontaneidad con la que registra las actividades de personalidades públicas muy conocidas (políticos, artistas, etc.), marcando una notable diferencia en la imagen pública de estos sujetos, ahora presentados como seres humanos "comunes": conversando apasionadamente, vencidos por el sueño, tratando de escuchar, etc. Según G. Freund, así comienza el fotoperiodismo moderno "Ya no será la nitidez la que marque su valor, sino su tema y la emoción que suscite."
Desde 1930 comienzan a formarse con Salomon fotógrafos jóvenes, que trabajan de manera independiente para varios medios, decidiendo sus temas de trabajo, firmando sus fotografías y elaborando los epígrafes que acompañan sus imágenes. Por el valor de su obra y por su influencia sobre las siguientes generaciones de fotoperiodistas, se considera a Erich Salomon como uno de los padres del fotoperiodismo.
Al alcanzar el poder Hitler, en 1934 Salomon emigró a los Países Bajos pero tras la invasión de estos en 1940 fue detenido en Ámsterdam. En 1944 fue asesinado en el campo de concentración de Auschwitz junto a su esposa y su hijo.
El Premio Dr. Erich Salomon se creó en su honor en 1971 para destacar la calidad de trabajos de periodismo fotográfico.